# Бенитес, Джон
Джон Бенитес (англ. John Benitez, род. 7 ноября 1957 года), также известный под псевдонимом Jellybean — американский диджей, ремиксер, барабанщик, гитарист, автор песен и музыкальный продюсер пуэрто-риканского происхождения. Он продюсировал песни и делал ремиксы таких артистов, как Мадонна, Уитни Хьюстон, Майкл Джексон и Pointer Sisters. В декабре 2016 года журнал Billboard назвал его 99-м музыкантом всех времён по успешности в жанре танцевальной музыки.

## Ранние годы
Родители Бенитеса переехали из Пуэрто-Рико в начале 1950-х годов в район Южного Бронкса в Нью-Йорке. Бенитеса с младшей сестрой Дебби воспитывала мать-одиночка. Он рос меломаном, обычно слушая коллекцию записей своей сестры. От нее он и получил прозвище «Желе» из-за инициалов "Дж. Б." и от выражения "Know what I mean, Jellybean?" - «Знаешь, что я имею в виду, Желе»?  Бенитес учился в средней школе Де Витта Клинтона и средней школы Джона Ф. Кеннеди, но не окончил.
В 1975 году переехал на Манхэттен, где посещал ночные клубы с дискотеками, что вызвало у него интерес стать диск-жокеем (DJ). Он работал в ночном клубе Experiment 4 & Electric Circus. В 1980 году Бенитес поступил в колледж Бронкса, где изучал маркетинг и стимулирование продаж. Бенитес работал диджеем в Electric Circus, Hurray, Paradise Garage и Studio 54. В 1981 году он был нанят в качестве постоянного диджея в Funhouse. Вёл уик-энд танцевального радио-шоу в ВКТУ.

## Личная жизнь
Бенитес был парнем и женихом Мадонны в начале её карьеры. Позже он женился на Кэролайн Эффер, модели, но вскоре они развелись. У пары есть одна дочь, Рея Бенитес.

## Музыкальная карьера

### Мадонна
Бенитес начал с того, что стал делать ремиксы на синглы, такие как «The Bubble Bunch» Джимми Спайсера, «Walking on Sunshine» Рокера, «Planet Rock» Африки Бамбаатаа и Стивена Брея из группы Breakfast Club. В то время Бенитес встретил коллегу Брея по группе — Мадонну. Это стало началом двухлетнего романа. Бенитес стал участвовать в создании ремиксов на одноимённый дебютный альбом Мадонны в 1983 году, включая синглы "Everybody", "Borderline" и "Lucky Star". Он дебютировал  в качестве музыкального продюсера на треке "Holiday".

### Другие исполнители
Бенитес спродюсировал хит первой десятки Уитни Хьюстон "Love Will Save the Day" с её второго альбома Whitney. Он делал ремиксы на песни для многих других артистов, включая Стинга, Холла и Оутса, Джорджа Бенсона, Шаламара, Джоселин Браун, Патти Остин, Бобби О, Шину Истон, Говорящие головы, Джеймса Ингрэма, Билли Джоэла, Флитвуда Мак, Линдси Бакингема, Джона Уэйта, Сестёр Пойнтер, Дебби Гарри, А-ха, Майкла Джексона, Хьюи Льюиса, Ньюса и Пола Маккартни.

### Как Jellybean
У Бенитеса два американских хита поп-музыки 1980-х, выпущенных под псевдонимом Jellybean: «Sidewalk Talk» (США № 18), написанный Мадонной и при участии Кэтрин Бьюкенен; и «Who Found Who» (США № 16) с участием Элизы Фиорилло  Девять записей вошли в десятку лучших в США по версии Hot Dance Music / Club Play, включая три номера-один. Среди других вокалистов, которые выступили с релизами Jellybean, были Адель Бертей, Ричард Дарбишир и Ники Харис . Его кавер 1984 года на детскую песню Babe Ruth "The Mexican" (для которой он нанял оригинального исполнителя песни Janita Haan) рассматривался как важный момент в андеграундной сцене электро-хип-хопа, и это был его первый сингл номер один в чарте Hot Dance Music / Club Play.
Он также был успешен в Соединённом Королевстве. Его хиты включали в себя: «Sidewalk Talk» (Великобритания № 47, 1986); «The Real Thing» (Великобритания № 13, 1987) с участием Стивена Данте; «Who Found Who» (Великобритания № 10, 1988) с Элисой Фиорилло; "Jingo" (Великобритания № 13, 1988) и "Just a Mirage" (Великобритания № 13, 1988) с вокалом Адель Бертей.

### Импресарио
Бенитес продолжил международную карьеру диджея. Ему принадлежат Jellybean Productions, Jellybean Soul и Jellybean Music Group. В 1995 году он основал ныне несуществующий звукозаписывающий лейбл HOLA (Дом латинских художников), который разрабатывал хип-хоп и R&B музыку двуязычных художников и выпускал записи на английском и испанском языках. Voices of Theory подписаны на этот лейбл 19 сентября 2005 года Бенитес был введён в Зал славы танцевальной музыки.

## SiriusXM
В настоящее время Бенитес является исполнительным продюсером Studio 54 Radio, которое звучит исключительно по спутниковому радио SiriusXM (канал 54). Радио Студия 54 запущено 15 августа 2011 года. В нём представлены классические танцевальные хиты 1970-х и 1980-х годов из личной коллекции Jellybean, а также хранилища и коллекции инсайдеров Studio 54.

## Частичная дискография

### Продюсирование
- B-Movie «A Letter from Afar»[11]
- Debbie Harry «Feel the Spin»
- La India «Dancing on the Fire»
- Madonna «Borderline»
- Madonna «Holiday»
- Madonna «Crazy for You»
- Madonna «Gambler»
- Marc Anthony «Parece Mentira»
- Sheena Easton «If It’s Meant to Last»
- Stacy Lattisaw «Nail It to the Wall»
- Whitney Houston «Love Will Save the Day»

### Избранные ремиксы
- Afrika Bambaataa & the Soulsonic Force «Planet Rock»
- Agent Sumo «Why?»
- A-ha «Cry Wolf»
- A-ha «I've Been Losing You»
- Alphaville «Jet Set»
- Ana «Shy Boys»
- Bandolero «Paris Latino»
- The Bangles «Walk Like an Egyptian»
- Billy Idol «Eyes Without A Face»
- Billy Idol «Flesh For Fantasy»
- Billy Joel «Tell Her About It»
- Bonnie Tyler «Holding Out for a Hero»
- Breakfast Club «Right On Track»
- Cher «A Different Kind of Love Song»
- Cher «Believe»
- Dan Hartman «I Can Dream About You»
- David Bowie «Blue Jean»
- Deniece Williams «Let's Hear It For the Boy»
- Donna Summer «Eyes»
- Donna Summer «I’m Free»
- Duran Duran «Too Much Information»
- Earth, Wind & Fire «Magnetic»
- English Beat «I Confess»
- Eurythmics «Cool Blue»
- Eurythmics «Paint A Rumour»
- Fleetwood Mac «Everywhere»
- Fleetwood Mac «Little Lies»
- Fleetwood Mac «Seven Wonders»
- Frank Stalone «Far From Over»
- Freeez «IOU»
- General Public «Tenderness»
- George Benson «20/20»
- Hall & Oates «Adult Education»
- Hall & Oates «Say It Isn’t So»
- Hall & Oates «Talking All Night»
- Huey Lewis and the News «Back in Time»
- Huey Lewis and the News «The Power of Love»
- Huey Lewis and the News «Heart and Soul»
- Irene Cara «Flashdance... What a Feeling»
- Джеймс Ингрэм & Майкл Макдональд «Ya Mo B There»
- Jermaine Jackson «Dynamite»
- Joe Jackson «You Can’t Get What You Want (Till You Know What You Want)»
- Jose Feliciano «Feliz Navidad (song)»
- Julio Iglesias «Agua Dulce, Agua Sala»
- Madonna «Borderline»
- Madonna «Burning Up»
- Madonna «Dress You Up»
- Madonna «Gambler»
- Madonna «Holiday»
- Madonna «Like a Virgin»
- Madonna «Lucky Star»
- Madonna «Material Girl»
- Madonna «Physical Attraction»
- Madonna «Spotlight»
- Michael Sembello «Maniac»
- Naked Eyes «Always There to Remind Me»
- Naked Eyes «Promises Promises»
- New Order «Confusion»
- Ollie & Jerry «Breakin'... There's No Stopping Us»
- Ollie & Jerry «Electric Boogaloo»
- Pat Benatar «Invincible (Theme From The Legend Of Billie Jean)»
- Pat Benatar «Love Is a Battlefield»
- Paul McCartney «Ode to a Koala Bear»
- Paul McCartney «So Bad»
- Paul McCartney Michael Jackson «Say Say Say»
- Paul McCartney Michael Jackson «The Man»
- Peter Tosh «Johnny B. Goode»
- The Pointer Sisters «Automatic»
- The Pointer Sisters «Jump (for My Love)»
- Rockers Revenge «Walking on Sunshine»
- The Romantics «Talking in Your Sleep»
- Santana «Say It Again»
- Shakira «Objection»
- Shalamar «Dancing in the Sheets»
- Sting «If You Love Somebody Set Them Free»
- Talking Heads «Making Flippy Floppy»
- Talking Heads «(Nothing But) Flowers»
- Talking Heads «Slippery People»
- Taylor Dayne «Original Sin»
- USA for Africa «We Are the World»
- Wang Chung «Everybody Have Fun Tonight»
- Whitney Houston «How Will I Know»
- Whitney Houston «I Wanna Dance with Somebody (Who Loves Me)»
- Whitney Houston «So Emotional»
- ZZ Top «Velcro Fly»

## Дискография

#### Альбомы
- Wotupski!?! 1984
- Просто посещая эту планету 1987
- Jellybean Rocks The House 1988
- Spillin 'The Beans 1990
- Праздник в звуке 2010

#### Синглы
| 1984                                                          | «The Mexican»                                                     |                                                         |                           |    |    |    |
| 1984                                                          | 1                                                                 |                                                         |                           |    |    |    |
| —                                                             | Wotupski!?!                                                       |                                                         |                           |    |    |    |
| «Sidewalk Talk»                                               | Wotupski!?!                                                       | 18                                                      | 51                        | 1  | 34 | 31 |
| 47                                                            |                                                                   |                                                         |                           |    |    |    |
| 1987                                                          | «Who Found Who» (featuring Elisa Fiorillo)                        | 16                                                      |                           |    |    |    |
| 1987                                                          | 3                                                                 | 46                                                      | 95                        |    |    |    |
| 1987                                                          | 21                                                                | 10                                                      | Just Visiting This Planet |    |    |    |
| «The Real Thing» (featuring Steven Dante)                     | 82                                                                | 49                                                      | Just Visiting This Planet | 1  |    |    |
| 22                                                            | 33                                                                |                                                         | Just Visiting This Planet |    |    |    |
| 21                                                            | 13                                                                |                                                         | Just Visiting This Planet |    |    |    |
| «Jingo»                                                       |                                                                   |                                                         |                           |    |    |    |
| 2                                                             |                                                                   |                                                         |                           |    |    |    |
| 16                                                            | 16                                                                | 44                                                      | 18                        | 19 | 12 |    |
| 1988                                                          | «Just A Mirage» (featuring Adele Bertei)                          |                                                         |                           |    |    |    |
| 1988                                                          | 4                                                                 |                                                         |                           |    |    |    |
| 87                                                            |                                                                   |                                                         |                           |    |    |    |
| 27                                                            | 13                                                                |                                                         |                           |    |    |    |
| «Coming Back For More» (featuring Richard Darbyshire)         |                                                                   |                                                         |                           |    |    |    |
| 9                                                             | 50                                                                |                                                         |                           |    |    |    |
| 41                                                            | Jellybean Rocks The House!                                        |                                                         |                           |    |    |    |
| 1991                                                          | «What’s It Gonna Be» (featuring Niki Haris)                       | 90                                                      |                           |    |    |    |
| 1991                                                          | 2                                                                 |                                                         |                           |    |    |    |
| 98                                                            | Spillin' The Beans                                                |                                                         |                           |    |    |    |
| «Spillin' The Beans»                                          | Spillin' The Beans                                                |                                                         |                           |    |    |    |
| 5                                                             |                                                                   |                                                         |                           |    |    |    |
| —                                                             |                                                                   |                                                         |                           |    |    |    |
| 2006                                                          | «New York House» (featuring Marlon D.)                            |                                                         |                           |    |    |    |
| —                                                             | singles only                                                      |                                                         |                           |    |    |    |
| 2008                                                          | singles only                                                      | «Secrets & Lies» (featuring Carla Prather) (promo only) |                           |    |    |    |
| —                                                             |                                                                   |                                                         |                           |    |    |    |
| 2009                                                          | «You Bring Me Joy» (featuring Su Su Bobien) (promo only)          |                                                         |                           |    |    |    |
| —                                                             | A Celebration in Sound (as «3 Amigos» with Marlon D. & Mena Keys) |                                                         |                           |    |    |    |
| «—» denotes releases that did not chart or were not released. |                                                                   |                                                         |                           |    |    |    |

### Кино / Телевидение
Бенитес написал песню для Шоу Рики Лейка и «Шоу Чарльза Переса». Он продюсировал кинофильмы и был номинирован на премии «Золотой глобус» и Эмми за работу исполнительного продюсера в сериале HBO «For Love or Country: The Arturo Sandoval Story» с Энди Гарсией в главной роли. Он был музыкальным руководителем (супервайзером), а также создавал и микшировал мелодии для многих саундтреков.

### Музыкальный руководитель
Среди кинофильмов, для которых он работал музыкальным супервайзером, следующие: 
- Путь Карлито
- Особь
- Моя безумная жизнь
- Убрать Картера
- Тень
- Директор

### Саундтреки
Среди саундтреков к кинофильмам, для которых он создал и микшировал мелодии: 
- Назад в будущее
- Назад в будущее 3
- Брейк-данс
- Брейк-данс 2: Электрическое Бугало
- Назови меня своим именем
- Путь Карлито
- Ангелы Чарли: Только вперёд
- Грязные танцы
- Танец-вспышка
- Свободные
- Убрать Картера
- Краш Грув
- С любовью, Саймон
- В постели с Мадонной
- Маппеты на Манхэттене[англ.]
- Вперёд
- Полицейская академия 4: Граждане в дозоре
- Человек дождя
- Реальность кусается
- Тень
- Большой куш
- Космические яйца
- Особь
- Остаться в живых
- Суперзвезда[англ.]
- Лучший стрелок
- Зрительный поиск
- Белый парень Рик